# Schoenus insolitus
Schoenus insolitus är en halvgräsart som beskrevs av Karen Louise Wilson. Schoenus insolitus ingår i släktet axagssläktet, och familjen halvgräs. Inga underarter finns listade i Catalogue of Life.